# Niezgoda (staw)
Niezgoda – staw rybny zlokalizowany w pobliżu rezerwatu przyrody Stawy Milickie (pomiędzy kompleksami Radziądz i Ruda Sułowska), na północ od wsi Niezgoda (gmina Żmigród).
Staw wzmiankowany był już w 1591. W drugiej połowie XX wieku podzielono go na dwa akweny (ten bliżej wsi nosi nazwę I). Łącznie mają powierzchnię około 200 ha. Na południowym brzegu (dojście około 350 m od wsi) zlokalizowana jest czatownia dla miłośników ptaków. Przebiega tu też ścieżka dydaktyczna Trzy stawy. Miejsca lęgowe (po 15 par) znajdują tutaj perkoz dwuczuby i gęś gęgawa. Inne spotykane tu ptaki to: błotniak stawowy, bąk, żuraw, sieweczka rzeczna, dzięcioł zielonosiwy, głowienka zwyczajna, podgorzałka zwyczajna, płaskonos, krakwa, gągoł, nurogęś, bielaczek, ogorzałka, lodówka, markaczka, łabędź niemy, łabędź krzykliwy, łabędź czarnodzioby, gęsiówka egipska, ohar, hełmiatka, kormoran, czapla biała, bocian czarny, rycyk, batalion, łęczak, kwokacz, samotnik, brodziec pławny, szczudłak i bielik. Staw nie jest częścią rezerwatu przyrody - jest na nim prowadzona normalna gospodarka rybacka.

## Przypisy

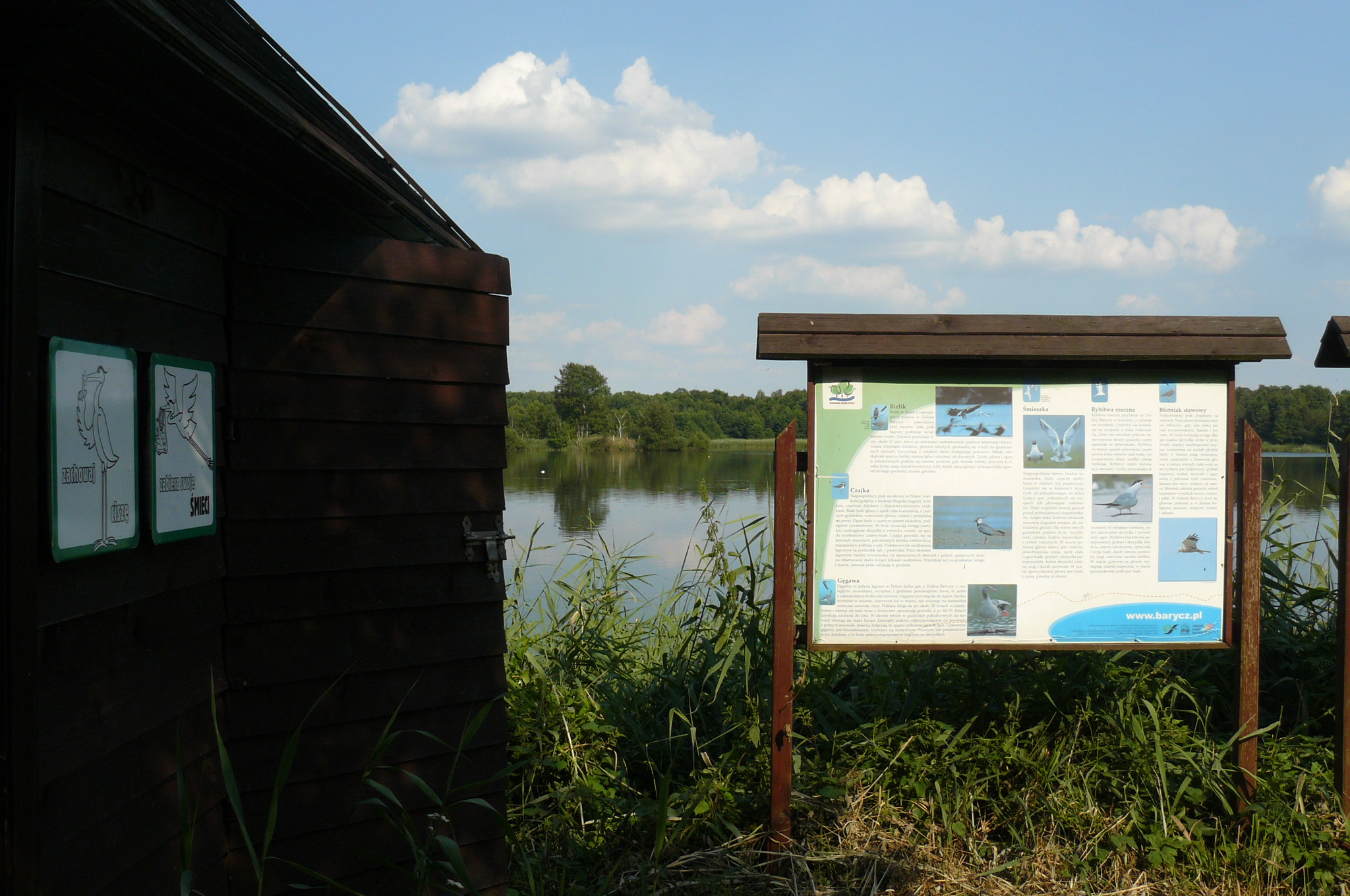
Czatownia